# 威特努姆
威特努姆是一個鬼鎮，位於澳洲西澳大利亞州。自1938年起，已經有人在這附近開採富含毒性的石棉，後來越來越多人聚居，1950年代正式建市。但石棉所引致的健康問題逐漸浮現，西澳政府通過了威特努姆鎮逐步減少活動的政策，1996年石棉礦場關閉前，約有2萬人在此地居住，由於清理石棉污染物的成本太高，政府索性以各種措施減少外人再移入此地，包括悉數拆除所有建築物、停止供電及刪除路標等，最終去到2010年代，只剩下數人在此地居住，直到2022年最後一名居民被西澳大利亞州告知撤離，該鎮正式走入歷史。